# 丸宮タクシー
丸宮タクシー有限会社（まるみやタクシー）とは、秋田県北秋田市住吉町に本社を置くタクシー会社。

## 事業内容
- 一般乗用旅客自動車運送事業（タクシー）
- 一般貸切旅客自動車運送事業（乗合タクシー）

## 乗合タクシー
- ＪＲ鷹ノ巣駅・大館能代空港から十和田湖、八幡平・玉川温泉、森吉山阿仁スキー場周辺へ乗合タクシーを運行。

## 車両
- 小型タクシー4台
- ジャンボタクシー1台